# Indische Eishockeynationalmannschaft
| Indische Eishockeynationalmannschaft                                          | Indische Eishockeynationalmannschaft |
| ----------------------------------------------------------------------------- | ------------------------------------ |
| Verband:                                                                      | Indischer Eishockeyverband           |
| Erstes Länderspiel:                                                           |                                      |
| Thailand 14:0 Indien 15. März 2009 in Abu Dhabi, Vereinigte Arabische Emirate |                                      |
| Höchster Sieg:                                                                |                                      |
| Indien 5:1 Macau 21. März 2012 in Dehradun, Indien                            |                                      |
| Höchste Niederlage:                                                           |                                      |
| Thailand 39:2 Indien 26. April 2011 in Kuwait, Kuwait                         |                                      |
| Medaillengewinne Herren:                                                      |                                      |
| WM:                                                                           | keine                                |
| Olympia:                                                                      | keine                                |
| Asienwinterspiele:                                                            | keine                                |
| IIHF Challenge Cup of Asia:                                                   | keine                                |

Die indische Eishockeynationalmannschaft der Herren gehört zum indischen Eishockeyverband (Ice Hockey Association of India). Aktueller Trainer ist Adam Sherlip. 

## Geschichte
Die indische Eishockeynationalmannschaft, die hauptsächlich aus Armee- und Polizeisportlern besteht, nahm 2009 erstmals an einem offiziellen Turnier teil, als sie beim IIHF Challenge Cup of Asia in Abu Dhabi, Vereinigte Arabische Emirate, antrat und den achten und somit letzten Platz belegte. In ihrem ersten Länderspiel verlor die Mannschaft deutlich mit 0:14 gegen Thailand. Nach zwei weiteren Niederlagen, einem 0:10 gegen die Mongolei und einem 1:10 gegen Malaysia musste Indien als Gruppenletzter mit einem Torverhältnis von 1:34 an den Platzierungsspielen teilnehmen, in denen es erneut beide Spiele verlor. Zunächst unterlag Indien dem Gegner aus Singapur mit 0:5 und schließlich im Spiel um Platz 7 Macau mit 0:8. Zwei Jahre später kassierten die Inder beim 2:39 gegen Kuwait im Rahmen des Challenge Cups ihre bisher höchste Länderspielniederlage.
Am 21. März 2012 gewann die indische Eishockeynationalmannschaft ihr erstes Spiel in ihrer Geschichte. Bei der IIHF Challenge Cup of Asia 2012 besiegten sie Macau im vierten Gruppenspiel mit 5:1.

## Platzierungen

### Winter-Asienspiele
- 2025: 12. Platz

### IIHF Challenge Cup of Asia
- 2009: 8. Platz
- 2010: nicht teilgenommen
- 2011: 6. Platz
- 2012: 6. Platz
- 2013: 10. Platz
- 2014: 10. Platz (4. Platz Division I)
- 2015: 11. Platz (6. Platz Division I)
- 2016: 10. Platz (5. Platz Division I)
- 2017: 7. Platz (2. Platz Division I)
- 2018: 9. Platz (4. Platz Division I)
- 2019: nicht teilgenommen